# トラベリン・フラワー
Travelin' Flower（トラベリン・フラワー）は、2018年8月に結成した、フォーク・ニューミュージック・ポップ・ロックの要素を融合させ、大人の世界を独特な形で表現している3人編成（ボーカル[女性]、ピアノ・ボーカル[女性]、ギター・ボーカル[男性]）の日本のアコースティック・グループ。

## 概要
プロデュサー/ディレクターのSammy. Mが、作曲家 泉八汐の弟子であった昭和歌謡歌手HarukoのCD発売ライブを見て、アコースティック系ポップスを彼女に提案し、他のメンバー（Hiroko, Takesi）を参加させ、活動開始となった。当初、個々のミュージシャンとしての活動スケジュールが多忙過ぎてリハがなかなかできず、初ライブまで1年を要した。2019年8月よりライブ活動を開始。お披露目ライブは作曲家 泉八汐の店"ライブサロン絆"。

## メンバー
Haruko - ボーカル、コーラス
- 歌手・作詞・作曲家。昭和歌謡、ジャズシンガーとして活動。
- 作曲家 泉八汐（おふくろ・沙留の里の子守唄・兄妹など）に師事。

Hiroko - ピアノ、ボーカル、コーラス
- シンガーソングライター・歌手・作詞・作曲家・編曲家、スタジオ・ミュージシャン。
- NHK教育【天才てれびくん】2001年度オープニングソング『夢をつかんで』、フジテレビ【めざましテレビ】ウェザーコーナー『その日まで空を見て』でメジャー・デビュー。サポート多数。

Takeshi - ギター、ボーカル、コーラス
- シンガーソングライター・ギタリスト・作曲家・編曲家・音楽プロデューサー・レコーディング・エンジニア。
- 伊藤広規、井上敦夫（元尾崎豊バンド）が参加した”山本泰裕1stアルバムの編曲を手がける。
- 森下純菜、水野あおい、CANDY GO!GO!などアイドルの編曲、レコーディング、楽曲提供など。

## 活動履歴
- 2019年
  - 08月30日：複合型体験エンターテインメントビル「アソビル」イベントステージ
  - 9月21日：チャイナフェスティバル2019（日中青少年交流推進イベント）代々木公園イベントステージ
  - 10月06日：第9回「if」イナリヤマフェスタ（東日本大震災復興支援チャリティイベント）
  - 11月03日：ジャパンバードフェスティバル2019「人と鳥の共存をめざして」
  - 12月14日：うみえ～る長浜（長浜海浜公園）イベントステージ（熱海市多賀観光協会）
- 2020年
  - 01月24日：文京シビックホール（Happy Way M Fes〜チャリティーイベント）
  - 02月29日：ゲルニカフェス3 伊勢佐木クロスストリート（障害者向けチャリティーイベント）※新型コロナウィルスの影響で中止
  - 03月08日：第6回かつしかふれあいRUNフェスタ （マラソンランナー応援イベント）※新型コロナウィルスの影響で中止
  - 04月05日：とっておきの音楽祭 東京世田谷 2020（障害者向けイベント）※新型コロナウィルスの影響で中止
  - 04月11日：Oneasia Festival 2020※新型コロナウィルスの影響で延期
  - 04月25-26日：熱血グルメ甲府園※新型コロナウィルスの影響で中止
  - 05月15-17日：第9回飯能ものづくりフェア※新型コロナウィルスの影響で中止
  - 05月28-31日：大江戸和宴-2020そば・日本集花博覧会※新型コロナウィルスの影響で中止
  - 07月5日：ミヤロックフェス2020※新型コロナウィルスの影響で中止
  - 08月15-16日：すみだストリートジャズフェスティバル※新型コロナウィルスの影響で中止
  - 08月23日：サンセットサマーフェスティバル※新型コロナウィルスの影響で中止
  - 09月01日：すみだストリートジャズフェスオンライン祭り参加
  - 10月10-11日：コロナに負けるな!! 第66回大井どんたく2020

## 出演

### ラジオ
- ドリームワークス（調布FM83.8MHz、2020年4月28日）